# Carl Johan Bergman
Carl Johan Bergman (Ekshärad, 1978. március 14. –) svéd sílövő. 1992-ben kezdett el foglalkozni a biatlonnal.
A felnőttek mezőnyében, a világkupában 2001-ben mutatkozott be. Összetettben a legjobb eredményt, a 2008/2009-es szezon végén érte el, amikor a nyolcadik lett.
Világbajnokságon 2001-ben állt először rajthoz. Két alkalommal állt dobogón, mindkét érmet a svéd vegyes váltó tagjaként szerezte, a 2007-es és a 2009-es világversenyen.
Olimpián 2002-ben, Salt Lake Cityben indult először, a legjobb eredménye itt egy tizennegyedik hely volt a váltóval. 2006-ban, Olaszországban, a negyedik helyen ért célba a svéd váltóval.

## Eredményei

### Olimpia
| Év   | Világbajnokság | Versenyszám | Versenyszám | Versenyszám   | Versenyszám | Versenyszám | Versenyszám |
| Év   | Világbajnokság | Egyéni      | Sprint      | Üldözőverseny | Tömegrajtos | Váltó       |             |
| ---- | -------------- | ----------- | ----------- | ------------- | ----------- | ----------- | ----------- |
| 2002 | Salt Lake City | 40          | 28          | 36            |             | 14          |             |
| 2006 | Torino         | 23          | 53          | DNS           | 29          | 4           |             |
| 2010 | Vancouver      | 61          | 42          | 19            | -           | 4           |             |

### Világbajnokság
| Év   | Világbajnokság              | Versenyszám | Versenyszám | Versenyszám   | Versenyszám | Versenyszám | Versenyszám  |
| Év   | Világbajnokság              | Egyéni      | Sprint      | Üldözőverseny | Tömegrajtos | Váltó       | Vegyes váltó |
| ---- | --------------------------- | ----------- | ----------- | ------------- | ----------- | ----------- | ------------ |
| 2001 | Pokljuka                    | DNS         | 66          | 9             | -           | 16          |              |
| 2002 | Oslo Holmenkollen           |             |             |               | -           |             |              |
| 2003 | Hanti-Manszijszk            | 75          | 27          | 27            | -           | 7           |              |
| 2004 | Oberhof                     | 9           | 36          | 21            | 28          | 6           |              |
| 2005 | Hochfilzen Hanti-Manszijszk | 39          | 8           | 11            | 15          | 7           | 13           |
| 2006 | Pokljuka                    |             |             |               |             |             | 6            |
| 2007 | Antholz-Anterselva          | 39          | 34          | 23            | -           | 7           | 1            |
| 2008 | Östersund                   | 24          | 28          | 29            | -           | 7           | 4            |
| 2009 | Phjongcshang                | -           | 79          | -             | 27          | 9           | 2            |
| 2010 | Hanti-Manszijszk            |             |             |               |             |             | 3            |
| 2011 | Hanti-Manszijszk            | 11          | 47          | 28            | 29          | 4           | 4            |

### Világkupa
| Idény   | Összesített eredmény Helyezés (Pontszám) | Összesített eredmény Helyezés (Pontszám) | Összesített eredmény Helyezés (Pontszám) | Összesített eredmény Helyezés (Pontszám) | Összesített eredmény Helyezés (Pontszám) |
| Idény   | Összetett                                | Egyéni                                   | Sprint                                   | Üldözőverseny                            | Tömegrajtos                              |
| ------- | ---------------------------------------- | ---------------------------------------- | ---------------------------------------- | ---------------------------------------- | ---------------------------------------- |
| 2001/02 | 61 (33)                                  | 48 (14)                                  | 64 (9)                                   | 61 (10)                                  | 0                                        |
| 2002/03 | 40 (96)                                  | 12 (46)                                  | 38 (46)                                  | 59 (4)                                   | 0                                        |
| 2003/04 | 24 (210)                                 | 8 (58)                                   | 33 (53)                                  | 22 (88)                                  | 39 (11)                                  |
| 2004/05 | 14 (401)                                 | 11 (71)                                  | 16 (158)                                 | 15 (123)                                 | 18 (49)                                  |
| 2005/06 | 11 (437)                                 | 30 (23)                                  | 10 (193)                                 | 8 (165)                                  | 23 (56)                                  |
| 2006/07 | 24 (268)                                 | 0                                        | 20 (119)                                 | 18 (121)                                 | 34 (26)                                  |
| 2007/08 | 28 (176)                                 | 49 (7)                                   | 24 (94)                                  | 31 (49)                                  | 32 (26)                                  |
| 2008/09 | 8 (643)                                  | 6 (98)                                   | 10 (256)                                 | 16 (138)                                 | 9 (137)                                  |
| 2009/10 | 28 (314)                                 | 0                                        | 22 (144)                                 | 17 (98)                                  | 25 (72)                                  |
| 2010/11 | 13 (552)                                 | 21 (70)                                  | 15 (203)                                 | 6 (178)                                  | 18 (101)                                 |

| 2003/04    | | Fort Kent Üldözőverseny                                                                               | Kontiolahti Váltó                                                                                     |
| 2004/05    | Oberhof Váltó                                                                                         | | |
| 2005/06    | Kontiolahti Sprint                                                                                    | | Pokljuka Sprint Pokljuka Üldözőverseny                                                                |
| 2006/07    | Antholz-Anterselva Vegyes váltó (VB)                                                                  | | |
| 2007/08    | | | |
| 2008/09    | Vancouver Váltó                                                                                       | Hochfilzen Váltó Oberhof Tömegrajtos Phjongcshang Vegyes váltó (VB)                                   | Hochfilzen Sprint                                                                                     |
| 2009/10    | | | Oberhof Sprint Hanti-Manszijszk Vegyes váltó (VB)                                                     |
| 2010/11    | Pokljuka Vegyes váltó                                                                                 | | Presque Isle Üldözőverseny                                                                            |
| 2011/12    | Östersund Sprint Hochfilzen Sprint                                                                    | Ruhpolding Üldözőverseny (VB)                                                                         | Oberhof Váltó Ruhpolding Sprint (VB)                                                                  |
| Összesítés | Egyéni: 0 Sprint: 3 Üldözőverseny: 0 Tömegrajtos: 0 Váltó: 2 Vegyes váltó: 2 ------------ Összesen: 7 | Egyéni: 0 Sprint: 0 Üldözőverseny: 2 Tömegrajtos: 1 Váltó: 1 Vegyes váltó: 1 ------------ Összesen: 5 | Egyéni: 0 Sprint: 4 Üldözőverseny: 2 Tömegrajtos: 0 Váltó: 2 Vegyes váltó: 1 ------------ Összesen: 9 |

- O - Olimpia és egyben világkupa forduló is.
- VB - Világbajnokság és egyben világkupa forduló is.